# Space Platoon
Space Platoon ist ein US-amerikanischer Horror-/Science-Fiction-Film aus dem Jahre 1997 und der vierte Teil der Leprechaun-Reihe. In Deutschland erschien der Film erstmals am 3. März 1997.

## Handlung

### Befreiung der Prinzessin
Einer Marine-Einheit, angeführt von MSgt. Metal Head Hooker, wurde von einem Dr. Mittenhand der Befehl erteilt, einem Leprechaun, der im Sonnensystem sein Unwesen treibt, das Handwerk zu legen. Dieser hat auf einem kleinen Planeten in seiner Höhle, die komplett aus gestohlenem Gold besteht, die Prinzessin Zarina gefangen, die er heiraten möchte, um der König ihres Planeten zu werden. Er überredet sie, indem er ihr anbietet, mit ihr sein Gold zu teilen. Als die Marines die Höhle finden, töten sie den Leprechaun mit einer Granate und nehmen die Prinzessin mit. Einer von ihnen begeht jedoch den Fehler, auf seine Überreste zu pinkeln, weshalb er irgendwie in den Körper des Soldaten dringt. Wieder auf dem Schiff, tötet der Leprechaun ihn beim Geschlechtsverkehr und schlüpft aus seinem Penis.

### Auf dem Schiff
Jetzt, da der Leprechaun wieder frei ist, will er unbedingt die Prinzessin finden. Doch der hinterhältige Dr. Mittenhand, Eigentümer des Schiffes und Arbeitgeber der Marines, hält die Prinzessin in seinem Laboratorium gefangen. Er will ihre regenerierende DNA verwenden, um seinen entstellten Körper wiederherstellen zu können. Nachdem der Leprechaun über zahlreiche Leichen gehen musste, schafft er es endlich ins Labor und schneidet Harold, Mittenhands Gehilfen, mit seinem Laserschwert die Beine ab. Der Leprechaun wird von Harold erstochen, woraufhin er das Messer aber ganz einfach wieder herauszieht. Sobald Harold getötet ist, weckt er Zarina mit einem Kuss auf und spritzt dem Doctor ihre DNA. Allerdings mischt er sie vorher mit der DNA einer Vogelspinne und der eines Skorpions, woraufhin Mittenhand zu einem Monster mutiert und sich von nun an Mittenspider nennt. Der Leprechaun aktiviert die Selbstzerstörung des Schiffes, aber statt mit einem Shuttle wegzufliegen, macht er sich mitsamt der Prinzessin auf die Suche nach seinem Gold. Im Lagerraum angekommen, schlägt er Zarina wegen eines Streites ohnmächtig und lässt sie zurück. Sie wird von den Marines gefunden, die den Leprechaun daraufhin mit einem Strahl versehentlich vergrößern. Sie rennen schnell aus dem Raum und öffnen das Tor ins Weltall, durch das der riesige Leprechaun gesaugt wird und anschließend explodiert. Die Marines gehen mitsamt der Prinzessin auf das Shuttle und retten sich, bevor das Schiff mit Dr. Mittenspider explodiert.

## Kritiken
„Ein mit dummen Sprüchen und pubertären Witzchen aufbereiteter Science-Fiction-Film, der sich in einer einfallslosen Nummernrevue von Brutalitäten und Ekeleffekten erschöpft und einem "fröhlichen Sadismus" frönt.“

„(…) Gegenüber dem ersten Teil ist dieser Film sehr viel weniger gruselig, hat aber einige wirklich spaßige Szenen. (…) Die Effekte sind recht kostengünstig gehalten. (…) Alles in Allem ein recht unterhaltsamer Streifen, wenn man ihm nachsieht, dass er eben nur ein Low Budget Produkt ist.“

## Trivia
- Der Film wurde mit einem geschätzten Budget von 1,6 Millionen US-Dollar gedreht.[3]
- Unter Fans des Genres gilt Space Platoon als ein Kultfilm.